# Clane
Clane (iriska: Claonadh) är en ort i republiken Irland.   Den ligger i grevskapet Kildare och provinsen Leinster, i den östra delen av landet, 30 km väster om huvudstaden Dublin. Clane ligger 68 meter över havet och antalet invånare är 6 702.
Terrängen runt Clane är platt.Runt Clane är det tätbefolkat, med 709 invånare per kvadratkilometer. Närmaste större samhälle är Naas, 8,5 km söder om Clane. Trakten runt Clane består i huvudsak av gräsmarker.